# Līvāni
Līvāni  és un poble del municipi homònim, del qual és el centre administratiu, de Letònia, està situat a l'antiga regió de Latgàlia a la riba dreta del riu Daugava. És a uns 170 km de la capital de l'estat Riga.

## Història
La primera prova documental es remunta a 1289 amb un assentament fortificat anomenat Dubna. Els orígens de Livani com un lloc de població estan relacionats amb l'any 1533, quan, l'aleshores propietari de la terra, Lieven va establir el senyoriu i la va nomenar pel seu nom Lievenhof. La primera església catòlica va ser construïda en 1678 pel seu nou propietari el polonès Leonard Pociej. La ciutat va patir considerables destrosses durant les dues guerres mundials. El seu actual nom de Līvāni s'associa amb el vidre, l'any 1887 va ser fundada una fàbrica d'aquest material que ha deixat de funcionar. Quan Letònia es va convertir en un Estat independent, el desenvolupament de Līvāni va ser fomentat per l'acabada d'adquirir legalitat de dret de ciutat (1926).